# 义州站
義州站（韓語：의주역）是朝鮮民主主義人民共和國平安北道义州郡义州邑的一個鐵路車站，属于德岘线。

## 邻近车站
德岘线
正門里站 - 義州站 - 水镇站